# Biochemical Systematics and Ecology
Biochemical Systematics and Ecology (nach ISO 4-Standard in Literaturzitaten mit Biochem. Syst. Ecol. abgekürzt) ist eine Peer-Review Fachzeitschrift, die seit 1973 vom Wissenschaftsverlag Elsevier herausgegeben wird. Das Journal deckt im Wesentlichen Artikel zu zwei Teilbereichen ab:
1.) Anwendung der Biochemie auf Probleme der systematischen Biologie von Organismen (Biochemical Systematics)
2.) Rolle der Biochemie bei Interaktionen zwischen Organismen oder zwischen einem Organismus und seiner Umwelt (Ecology)
Aktuelle Chefredakteure (Editors-in-chief) sind Severina Pacifico von der Universität Kampanien und Christian Zidorn von der Universität zu Kiel.